# Jaap Eden Trofee 1981
11e Jaap Eden Trofee 1981 was een schaatsmarathon. Het is de elfde editie van de Jaap Eden Trofee die werd gehouden op zaterdag 7 november 1981 en plaatsvond op de Jaap Edenbaan in Amsterdam. Er was nog geen editie voor de vrouwen. De winnaar van de elfde editie was Jos Pronk, het zilver was voor Jan Kooiman en het brons voor Jan Kroon.

## Podia
| Klasse             | Eerste    | Tweede      | Derde     |
| ------------------ | --------- | ----------- | --------- |
| Top-divisie mannen | Jos Pronk | Jan Kooiman | Jan Kroon |

## Uitslag Top-divisie mannen[1]
| #      | Rijder               | Nationaliteit | Ploeg | Ronde |
| ------ | -------------------- | ------------- | ----- | ----- |
| Goud   | Jos Pronk            | Nederland     |       |       |
| Zilver | Jan Kooiman          | Nederland     |       |       |
| Brons  | Jan Kroon            | Nederland     |       |       |
| 4      | Arie Eriks           | Nederland     |       |       |
| 5      | Co Giling            | Nederland     |       |       |
| 6      | Bennie van der Weide | Nederland     |       |       |
| 7      | Henk Portengen       | Nederland     |       |       |
| 8      | Wim Vos              | Nederland     |       |       |
| 9      | Jos Niesten          | Nederland     |       |       |
| 10     | Theun Busser         | Nederland     |       |       |
| 11     | Egbert Vossebelt     | Nederland     |       |       |
| 12     | Marten Hoekstra      | Nederland     |       |       |
| 13     | Wim van Lindenberg   | Nederland     |       |       |
| 14     | Dirk Maarssen        | Nederland     |       |       |
| 15     | Anne Postmus         | Nederland     |       |       |

1971 · 
1972 · 
1973 ·
1974 · 
1975 · 
1976 · 
1977 · 
1978 · 
1979 · 
1980 · 
1981 · 
1982 · 
1983 · 
1984 · 
1985 · 
1986 · 
1987 · 
1988 · 
1989 · 
1990 · 
1991 · 
1992 · 
1993 · 
1994 · 
1995 · 
1996 · 
1997 · 
1998 · 
1999 · 
2000 · 
2001 · 
2002 · 
2003 · 
2004 · 
2005 · 
2006 · 
2007 · 
2008 · 
2009 · 
2010 · 
2011 · 
2012 · 
2013 · 
2014 · 
2015 · 
2016 · 
2017 · 
2018 · 
2019 · 
2020 ·  
2021 · 
2022 · 
2023 · 
2024